# 1. hegedű-zongora szonáta (Bartók)
Bartók 1921 késő őszén írta és Arányi Jellynek ajánlotta I. hegedű-zongora szonátáját (Op. 21, Sz. 75, BB 84), amelyet 1922 márciusában Londonban maga mutatott be a hegedűművésznővel, a mű ősbemutatója egy hónappal korábban, Bécsben történt.
Már diákéveiben is komponált szonátát hegedűre, sőt, 1904-ben Hubay Jenővel be is mutatta, utóbb azonban nem vállalt közösséget korai művével, így az 1921-ben írt darabot nevezte el I. hegedű-zongora szonátának. (A korai szonáta néhány évvel ezelőtt Denijs Dille gondozásában megjelent.)

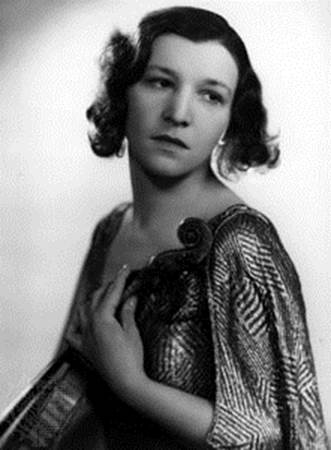
Arányi Jelly 1923-ban

## Tételek
1. Allegro appassionato
2. Adagio
3. Allegro

A műről Kroó György a következőket írja: „Le lehetne ezeket a témákat simítani, és akkor egészen dalszerűvé válnának. De itt sikítaniuk kell, legalábbis zokogniuk. Rendkívüli, egzaltált lelkiállapotot tükröz a zene. Mire az érzelmek hullámverésén át is újból meg újból elénk tűnő lehajló, súlyos gesztus-motívumban felismernénk a legfontosabb melodikus elemet, újabb hullám sodor tova, s csak egy táncos, majd hajszás fokozás végén, már az expozíció túlsó oldalán hull hamvába a szenvedély…”

## Média
- Bartók: I. hegedű-zongora szonáta Gidon Kremer és Jurij Szmirnov előadásában
- Bartók: I. hegedű-zongora szonáta Ney Tibor és Szegedi Ernő előadásában

## Autográf anyagok
- Vázlatok: Fekete zsebkönyv (Bartók Archívum, Budapest: BH206) fol. 24v–27r.
- Fogalmazvány (Bartók Péter gyűjteménye: 51VPS1)
- Kézírásos játszópéldány (hegedűszólammal), Ziegler Márta másolata Bartók javításaival, „op. 21” jelzéssel (Bartók Archívum, Budapest: 1987)
- Másolat (hegedűszólammal), Márta másolata írása Bartók javításaival, az Universal Edition 7247 elsőkiadás (1923) metszőpéldánya (Bartók Archívum, Budapest: 51VPFC2 és VFC2).
- Az UE elsőkiadás javított példánya (hegedűszólammal; Bartók Archívum, Budapest: 51VPFC1 és VFC1).